# Arc-Ainières
Arc-Ainières est une section de la commune belge de Frasnes-lez-Anvaing, située en Région wallonne dans la province de Hainaut. La section tient son origine de la fusion entre les villages d'Arc et de Ainières au début du XIXe siècle. La commune fusionna ensuite en 1971 avec Wattripont pour former la commune de Arc-Wattripont. Lors de la fusion des communes de 1977, Arc-Wattripont fut rattachée à la commune de Frasnes-Lez-Anvaing.

## Évolution démographique
- Sources : INS, Rem. : 1831 jusqu'en 1970 = recensements, 1976 = nombre d'habitants au 31 décembre.

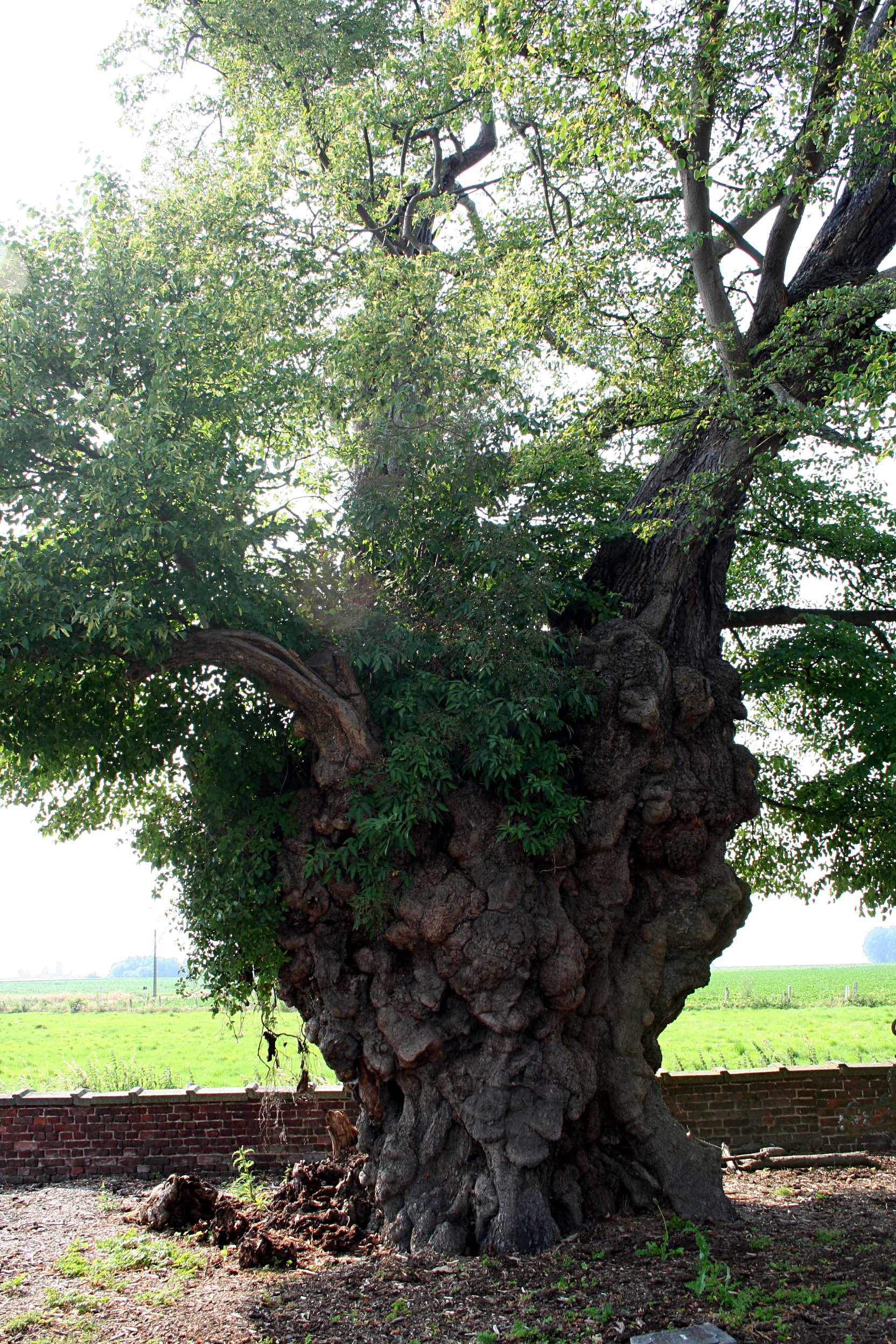
Le plus vieux tilleul de Belgique situé à Arc-Ainière a été déraciné par une tempête le 11 mai 2007.